# Short S.29 Stirling

Short Stirling Mark I

Lo Short S.29 Stirling era un bombardiere pesante britannico, il primo della sua categoria (gli Heavies). Non ebbe particolare successo, nonostante la spaziosità della cellula che offriva una lunghezza ed una robustezza elevata. Tuttavia, la carenza di prestazioni ed alcune difficoltà con il vano portabombe ne ridussero l'efficacia bellica.

## Storia

### Sviluppo
Lo Stirling fu il risultato della specifica B.12/36 emessa dall'Air Ministry britannico. Con questa richiesta il ministero intendeva acquisire un velivolo capace di trasportare un carico bellico, composto da bombe da 227 (500 lb) e 907 kg (2.000 lb). Doveva poter trasportare 3.600 chili di carico bellico su una distanza di 4.800 km o un raggio di azione di 3.600 km con un carico di 6.350 kg. La velocità del velivolo doveva essere di 370 km/h ad una quota di 4.500 m. Il velivolo doveva essere dotato di tre torrette difensive - anteriore, caudale e ventrale – armate con due mitragliatrici da 7,7 mm. L'equipaggio doveva essere composto da sei persone. Il peso massimo del nuovo aereo era ipotizzato nell'ordine dei 21.773 kg ma poteva arrivare ad un massimo di 24 865 kg nel caso venisse effettuato un decollo assistito. Il ministero precisò anche che l'apertura alare massima consentita doveva essere di 100 ft (30,48 m). Questa richiesta non era dovuta tanto alla necessità di ricoverare il velivolo negli hangar allora disponibili, come spesso ritenuto, ma piuttosto alla volontà di limitare il peso totale del velivolo e di migliorare le prestazioni in decollo, riducendo la corsa necessaria, ed in atterraggio in modo da far operare il velivolo dalle piste allora esistenti; inoltre, si voleva anche facilitare il transito dell'aereo sui raccordi aeroportuali.
Alla richiesta B.12/36, che fu inviata a 19 ditte, risposero con un proprio progetto la Short, la Supermarine, la Armstrong e la Withworth. Vennero scelti quelli della Supermarine e, come soluzione di scorta, quello della Short. Il ministero autorizzò il passaggio alla fase successiva ordinando la costruzione di due prototipi per ogni progetto. Per la Short questo nuovo velivolo rappresentava il primo aereo terrestre che realizzava dai tempi degli Scylla e Syrinx dei primi anni trenta e, in assoluto, il primo progetto di velivolo dotato di carrello retrattile. Il progetto venne anche supervisionato da Arthur Gouge, allora capo progettista della società.
Il velivolo presentato dalla Short, designato ufficialmente con la sigla S.29, aveva inizialmente una apertura alare di 34,12 m (112 ft) e una lunghezza di 26,21 m. Come motori furono scelti i Napier Dagger. Il peso a vuoto era stimato in 17.280 kg che salivano a 24.085 a pieno carico. Sia l'adozione di motori non ancora testati che le dimensioni generali suscitarono forti critiche da parte del Ministero che richiese di riprogettare il velivolo. Il nuovo progetto fu presentato nell'aprile del 1937. L'apertura alare era stata ridotta, non senza dubbi da parte della ditta, a 99,1 ft (30,20 m). Vennero scelti come motori i Bristol Hercules e il carico bellico era composto da 7 bombe da 907 kg o da 28 da 227 kg. I pesi stimati del velivolo erano però saliti a 18.869 kg a secco e 27.034 a pieno carico.
Il progetto della Supermarine era quello che il ministero continuava a preferire ma la morte del progettista Mitchell, che creò anche il famoso Spitfire, e dubbi legati alla facilità di produzione dell'ala dalla forma ellittica che caratterizzava questo velivolo fecero passare in primo piano la proposta della Short. La richiesta finale fu emessa nel dicembre del 1937 e il velivolo ipotizzato doveva poter effettuare una sortita di 2.400 km alla quota di 4.500 m alla velocità di 370 km/h con un carico bellico pagante a questa distanza. Per compiere questa missione il velivolo doveva decollare dopo una corsa di 500 m, valore subito giudicato piuttosto ottimistico. In alternativa il velivolo doveva poter compiere operazioni anche alla quota di 2.000 m con un carico di 1.800 kg e con una corsa di decollo di 731 m. Infine questa specifica richiedeva il mantenimento della quota di 3.000 m con soli tre motori efficienti. Altra caratteristica richiesta dal ministero fu la velocità di salita indicata in 25 minuti per raggiungere la quota di 6.100 m. Il peso massimo del velivolo al decollo venne fissato in 20.729 kg. Iniziò allora una ampia discussione tra il progettista, L.T.P. Lipscomb, e il ministero. La ditta propose una velocità massima di 523 km/h ma richiese, per poter soddisfare i requisiti di raggio di azione e carico bellico,  che il peso massimo venisse portato a valori dell'ordine delle 60.000 lb (27.215 kg). Su ogni ala venne aggiunta una coppia di flaps tipo Gouge nel tentativo di accorciare la corsa di decollo. Il problema del controllo dell'aumento del peso del velivolo fu reso più complicato dalla necessità di dover prevedere la possibilità di decolli assistiti, con catapulta o razzi, per un velivolo di queste dimensioni. Era infatti necessario irrobustire l'intera struttura per assorbire il notevole stress indotto da questo tipo di decolli. In seguito questo requisito venne eliminato ma gli interventi compiuti sulla struttura del velivolo la resero comunque più pesante del necessario anche se ne guadagnò la robustezza generale della struttura.
Per sperimentare i concetti del velivolo la Short realizzò, seguendo quanto già fatto per gli idrovolanti da trasporto, un velivolo in scala, sprovvisto delle torrette, che venne designato S.31. Questo dimostratore tecnologico era in pratica uno Stirling in scala 1:2. Rispetto al quadrimotore reale l'abitacolo aveva i posti di pilotaggio in configurazione in tandem e non affiancati. Come motori furono utilizzati quattro Pobjoy Niagara III da 90 hp. Il primo decollo di questo aereo avvenne il 19 settembre 1938 con ai comandi John Lankester Parker e Hugh Gordon. Nelle prove alle quali venne sottoposto venne rilevata una tendenza a ruotare a sinistra e una corsa di decollo superiore a quanto ipotizzato. Un giudizio positivo venne dato alla manovrabilità dell'aereo e alla sua facilità di pilotaggio.
Il ministero, nel tentativo di ridurre la corsa di decollo, propose di aumentare l'angolo di incidenza dell'ala portandolo da 3 gradi a 6,5. L'introduzione di questa modifica avrebbe richiesto di ridisegnare l'intera parte centrale della fusoliera con notevole dispendio di tempo. Inoltre con il nuovo angolo di attacco si sarebbero penalizzate anche le prestazioni del velivolo durante il volo di crociera. La soluzione venne trovata con un compromesso: allungando le gambe del carrello e facendo così aumentare l'angolo dell'ala rispetto al suolo. Aumentò però anche l'altezza del velivolo dal terreno, che diventerà una caratteristica del futuro Stirling non sempre gradita, in particolare dal personale tecnico. La soluzione venne portata in volo dall'S.31, che adesso montava i motori Pobjoy Niagara IV da 1150 hp,  per la prima volta il 10 gennaio del 1940 ottenendo un riscontro positivo. Furono testati anche nuovi sistemi di bilanciamento degli alettoni e il timone venne ingrandito in modo da migliorare il controllo longitudinale dell'aereo. Questo velivolo venne anche sottoposto a prove nella galleria del vento del Royal Aircraft Estabilishment di Farnbourough per verificare la resistenza indotta delle torrette difensive.
La specifica per la produzione, P/1, venne emanata nel gennaio del 1939 e furono 100 gli esemplari ordinati. Il peso massimo del velivolo era ora stato portato a 23.062 kg a vuoto e 30.390 kg a pieno carico. Fu in questa occasione che il progetto ricevette la designazione ufficiale di Stirling. Le altre caratteristiche richieste erano: possibilità di trasportare un carico bellico di 1.800 kg su una distanza 2.400 km o di 907 kg avendo un raggio d'azione di 3.200 km.
Il primo prototipo, matricola L7600, volò nel maggio dello stesso anno con ai comandi ancora Lankester Parker. Il volo fu breve e si concluse con un incidente. Durante l'atterraggio un freno si bloccò provocando il cedimento di un componente del carrello principale e la completa distruzione del velivolo. Questo prototipo era dotato dei motori Hercules I in quanto la versione III del motore non era ancora disponibile. Il secondo prototipo, L7605, volò per la prima volta il 3 dicembre 1939. Nello stesso tempo venne ordinato l'inizio della produzione del velivolo nonostante il secondo prototipo venisse assegnato al Aeroplane & Armament Experimental Estabilishment, che doveva compiere i test ufficiali, solo il 22 aprile 1940.
Durante queste prove venne rilevato che la corsa di decollo, con un carico di 26.036 kg, era di 585 m e che il velivolo raggiungeva l'altezza di 15 metri dopo aver percorso la distanza di 1.097 m. Con un peso di 29.000 kg il velivolo impiegava 1.371 m per raggiungere questa quota. Per raggiungere la quota di 3.000 m erano necessari 12 minuti e mezzo. La velocità massima ottenuta, sempre a 3.000 m, era di 401 km/h. Con un peso superiore il valore scendeva a 396 km/h alla quota di 1.200 m e di 296 km/h a 3.000 m. La tangenza massima si rivelò essere di 4.572 m. Con un carico di 4.535 kg potevano essere imbarcati 4.096 litri di carburante che però scendevano a 2.654 con un carico di 6.350 kg. Un altro aumento di peso avvenne con l'aggiunta nuovi equipaggiamenti e di un settimo membro di equipaggio, il motorista, e alla fine si arrivò ad un peso normale medio di 25.854 kg.
Il velivolo si dimostrò lento per le operazioni diurne e la sua scarsa tangenza faceva perdere di efficacia alle bombe dirompenti. Poteva però fungere egregiamente come aereo lanciamine in quanto ne poteva trasportare sei nei vani alari mentre l'Halifax ne poteva portare solo due.

## Descrizione tecnica

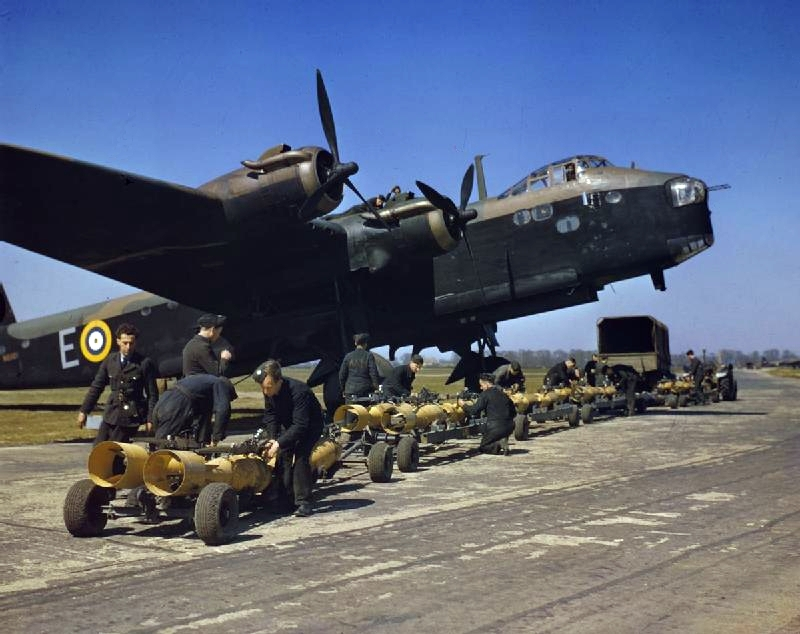
Uno Stirling operativo

Lo Stirling era un aeroplano monoplano quadrimotore di costruzione interamente metallica. La fusoliera aveva una sezione rettangolare con bordi arrotondati. La cabina di pilotaggio era sopraelevata rispetto alla fusoliera. L'ala aveva un piccolo angolo di diedro. In origine lo Stirling era pensato per un equipaggio di sei persone. In seguito venne aggiunto il motorista e l'equipaggio salì a sette persone.
Il velivolo aveva una apertura alare di 30,2 m. L'ala era di costruzione interamente metallica, dotata di struttura portante e progettata per essere realizzata in un solo pezzo. In parte ricordava quella degli idro Classe C realizzati dalla stessa ditta. Il rivestimento era in lega di alluminio. Sotto il bordo di uscita erano posti due flaps tipo Gouge dalla superficie totale di 36,7 m2  mentre gli alettoni erano posti, come di solito, nella parte esterna del bordo di uscita. Il bordo di attacco era dotato di sistema tagliafili e, non sempre, di sistema antighiaccio Kilfrost.
All'interno della struttura di ogni ala erano stati realizzati 4 serbatoi principali per il carburante e il velivolo poteva imbarcare un totale di 8.532 litri di benzina. Tutti i serbatoi erano autosigillanti. Nei vani bombe alari potevano essere montati altri tre serbatoi per un totale di 1.018 litri. Infine per i trasferimenti più lunghi nei vani ventrali destinati al carico bellico potevano essere installati altri serbatoi ausiliari dalla capacità totale di 2.271 litri. In totale il velivolo poteva arrivare ad imbarcare 12.761 litri. Sempre nei vani alari, oltre alle bombe, potevano essere caricati mine marine Type B da 113 o 226 kg, contenitori per l'acqua o spezzoni incendiari.
La fusoliera era lunga 26,6 m con una larghezza massima di due. Era progettata in quattro sezioni, per facilitarne la produzione e la successiva manutenzione, che venivano unite tra loro con dadi e bulloni. Sulla fusoliera erano installate le torrette difensive. Anteriormente si trovava una torretta FN5, sul dorso del velivolo era montata una FN7A o una FN50. Su alcuni esemplari venne anche montato un radome sotto la fusoliera che ospitava il radar H2S. Solo sui primi esemplari era presente una torretta retrattile ventrale al posto di quella dorsale ma a partire dal settembre del 1940 ne venne richiesta la sostituzione con una torretta dorsale. Sotto la fusoliera si trovavano tre vani per il carico delle bombe. Questi vani alla fine finirono per costituire uno dei problemi principali del velivolo in quanto non permettevano il trasporto di bombe di dimensioni superiori a quelle di 900 kg (2.000 lb), impedendo quindi l'impiego degli ordigni di peso superiore sviluppati in seguito.
I piani di coda, molto simili a quelli degli idro, avevano una apertura di 12,4 m ed una altezza di 3,3. Il carrello di atterraggio aveva una carreggiata di 7,8 m ed ogni gamba del carrello principale disponeva di una ruota di grande diametro. Il sistema di retrazione era piuttosto complesso. Le ruote rientravano nelle gondole dei motori interni ruotando all'indietro. Il ruotino di coda, composto da due ruote, era retrattile. Per evitare problemi sui velivoli destinati all'addestramento quasi sempre veniva bloccato in posizione estesa.

## Versioni

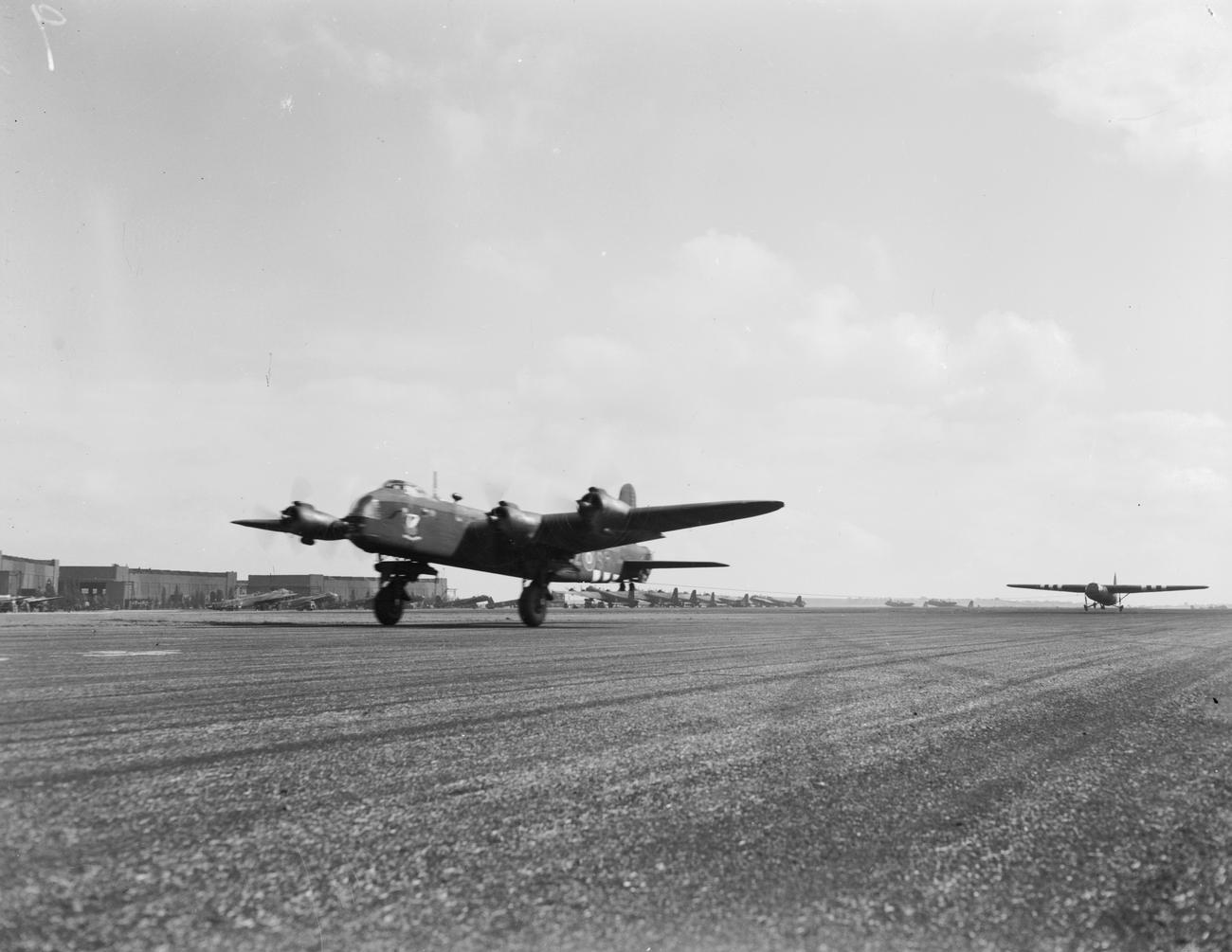
Uno Stirling mentre traina un aliante da trasporto Airspeed Horsa.

La prima versione prodotta fu la Mk. I. Su questi aerei erano montati quattro motori Bristol Hercules II da 1.375 hp al decollo. Particolarità di questa versione era il castello motore costruito in un solo pezzo. Dell'Mk. I venne sviluppata anche una seconda serie dotata di un castello motore più tradizionale realizzato in tubi saldati. La versione finale dell'Mk.I fu la terza serie che adottava i motori Hercules IX da 1.590 hp al decollo e 1.020 in quota montati in gondole realizzate dalla stessa Bristol. Il velivolo era dotato di elica tripala metallica a passo fisso. Gli equipaggi, pur giudicando la potenza adeguata, si lamentavano del sistema di controllo idraulico delle manette che comportava un ritardo tra l'azione sui comandi e la risposta dei motori. L'armamento difensivo era composto da una torretta anteriore Frazer-Nash FN5 armata con due mitragliatrici Browning da 7,7 mm, una torretta di coda FN20A con quattro mitragliatrici e una torretta ventrale retrattile, anch'essa FN5, con due mitragliatrici. Quest'ultima non era molto popolare presso gli equipaggi in quanto tendeva ad aprirsi durante il decollo, mentre in posizione di combattimento causava una forte resistenza che limitava le prestazioni dell'aereo. Venne quindi eliminata e sostituita da due postazioni dotate di due mitragliatrici disposte sui fianchi dell'aereo e operate a mano. Appena si rese disponibile la nuova torretta dorsale Frazer-Nash FN7, dotata di due mitragliatrici da 7,7 mm, venne subito adottata e le postazioni laterali furono eliminate. Le consegne dei primi Stirling Mk.I iniziarono nell'agosto del 1940 e in totale saranno prodotti 756 Mk.I. Gli stabilimenti coinvolti furono quelli della Short di Rochester nel Kent, nella fabbrica ombra realizzata dalla Short & Hartland di Belfast e alla Roots Securities di Stroke On Trent e, a seguito di un secondo ordine per altri 100 velivoli, anche presso lo stabilimento di Longbridge di proprietà della Austin, nelle vicinanze di Birmingham. In queste ditte avveniva principalmente l'assemblaggio finale mentre la produzione dei componenti vera e propria coinvolgeva una ventina di ditte con sede sia in Gran Bretagna che nell'Irlanda del Nord.
La successiva versione dello Stirling doveva essere la Mk. II. Questo velivolo doveva essere prodotto in Canada utilizzando i motori stellari Wright Cyclone 14 GR-2600-A5B che erogavano 1.600 hp al decollo. La scelta di questo motore era stata provocata anche dalla momentanea scarsa disponibilità di motori Hercules. Ne era prevista la produzione di circa 140 esemplari ma ne furono realizzati solo tre (N3657 - N3711 - R9188). In seguito due di questi esemplari furono modificati e utilizzati per lo sviluppo della versione successiva.
Fu quindi la Mk.III la seconda versione operativa del bombardiere. La nuova versione era in pratica un Mk.I terza serie dotata di torretta dorsale FN50, realizzata per il Lancaster, al posto della meno aerodinamica FN7. Questa sostituzione iniziò ad essere effettuata a partire dal gennaio 1942. I motori erano gli Hercules XVI da 1.635 hp che d'ora in poi diverranno i motori standard montati su tutte le versioni dell'aereo. Altre modifiche erano costituite dalla riduzione del numero dei finestrini laterali nella parte posteriore della fusoliera e da una aumentata capacità di carico del carburante.
Durante il 1943 lo Stirling iniziò a venire sostituito negli Squadron da bombardamento dai Lancaster e dagli Halifax. Rimasero in produzione le sole versioni da trasporto e per il lancio di paracadutisti.
La successiva versione dello Stirling fu la Mk.IV, che era anche la prima versione ad essere espressamente realizzata come trasporto. I prototipi furono realizzati trasformando due Mk. III: il velivolo EF506 quale banco prova per la versione traino alianti e lo Stirling LJ512 per la versione destinata al lancio di paracadutisti. Ne furono costruiti 579 esemplari dei quali 145 a Rochester, 236 a Belfast e 198 a Longbridge. Le prime consegne iniziarono a partire dalla primavera del 1943. Le più importanti modifiche apportate erano rappresentate dall'eliminazione della torretta anteriore e dorsale e dall'introduzione dei meccanismi per il traino degli alianti e il lancio dei parà. La potenza di cui disponeva lo Stirling lo rendeva capace di trainare il grande aliante General Aircraft Hamilcar oppure due Airspeed Horsa o cinque alianti General Aircraft Hotspur da addestramento.
L'ultima versione ad entrare in servizio fu la Mk.V che iniziò ad essere consegnata nel gennaio del 1945. Anche questa era una versione da trasporto capace di portare 20 soldati oppure 12 feriti in barella o 14 seduti. Altrimenti poteva imbarcare, attraverso un portellone di 2,7 metri realizzato sul fianco sinistro della fusoliera, due jeep con rimorchio o una jeep con al traino un cannone anticarro da 57 mm completo di serventi e munizioni. Anche il muso poteva essere aperto. Simile in tutto alla versione Mk.III, ne differiva per la lunghezza che era ora di 27.60 m. Ne verranno costruiti 160 esemplari e la sua produzione terminò nel novembre del 1945.

## Impiego

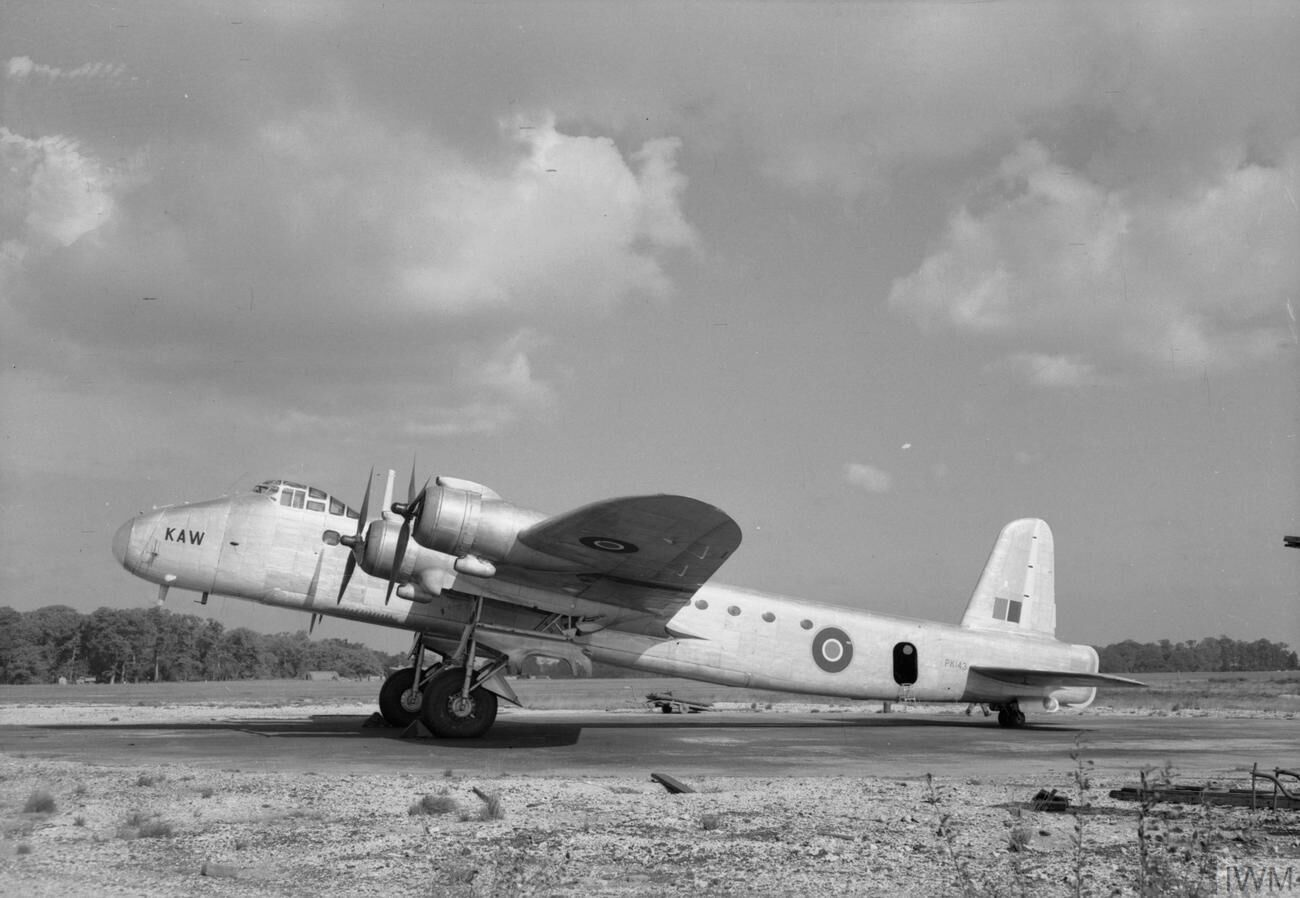
Short S.29 Stirling C Mk.V, 242 Squadron, RAF

Il primo velivolo di produzione, matricola N3635,  volò per la prima volta il 5 maggio 1940 e venne prodotto presso lo stabilimento della Short & Hartland di Belfast. Anche questo primo esemplare ebbe dei problemi causati da una avaria ad un motore avvenuta durante il decollo provocata dal sistema idraulico di controllo delle manette. Fu seguito da altri nove esemplari tutti dotati di motori Hercules II che fornivano 1.375 hp alla quota di 1.500 metri. Questi primi dieci velivoli non furono mai utilizzati in operazioni belliche.
Il primo Squadron ad essere dotato del nuovo velivolo fu il 7º che li ricevette nell'agosto 1940 e divenne operativo nel febbraio 1941. Le consegne però procedettero molto lentamente. In parte anche a causa di danni subiti dagli impianti durante due bombardamenti che colpirono la sera del 14 agosto l'impianto di Belfast e la successiva quello di Rochester. Anche la priorità di produzione venne notevolmente ridotta a vantaggio di quella data alla produzione del Sunderland, velivolo necessario nella lotta ai sottomarini tedeschi, e dei caccia. Il secondo Squadron, il 15°, fu pertanto formato solo il 10 aprile del 1941. Solo il 2 gennaio 1942 verrà costituita la terza unità: il 149° Squadron. La quarta unità, il 214° Squadron, verrà formata solo il 25 maggio successivo.
All'inizio vennero riscontrati molti problemi e nel gennaio del 1941 risultavano operativi nel Bomber Command solo 7 Stirling su una forza di 674 apparecchi che, alla fine dell'anno, salirono a 150. Anche il tasso delle perdite non era molto confortante. Al febbraio 1942 su 210 Stirling consegnati ne erano andati perduti 95 di questi 35 per azione nemica, 40 per incidenti di volo e 20 furono demoliti in seguito ai danni subiti in combattimento.
La prima missione operativa venne compiuta il 10 febbraio del 1941 da tre velivoli, matricole N3641, N3642 e N3644, che parteciparono all'attacco di un deposito di petrolio situato a Vlaardingen nelle vicinanze di Rotterdam. Il primo raid sulla Germania avvenne il 17 marzo successivo quando il velivolo N3652 venne inserito nella forza di attacco che effettuò il bombardamento di Brema. La 100^ sortita fu effettuata il 12 giugno dello stesso anno.
Nella notte tra il 23 e il 24 ottobre trentotto Stirling parteciparono agli attacchi effettuati dal Bomber Command contro le città del Nord Italia. Nella missione su Torino del 28/29 novembre 1942 il sergente della RAAF R.H. Middleton, che pilotava il velivolo BF372 in forza al 149° Squadron venne insignito alla memoria della Victoria Cross. Una seconda Victoria Cross venne conferita, sempre alla memoria, al sergente Arthur Louis Aaron, che era ai comandi dello Stirling EF452 del 218° Squadron nella missione sul capoluogo piemontese che venne svolta il 12/13 agosto del 1943.
Il 30 luglio 1943 venne deciso di ritirare lo Stirling dalla prima linea entro il l'aprile dell'anno successivo. Gli Stirling Mk.III in costruzione furono trasformati in GT Mk.IV da trasporto e traino alianti. L'ultima missione che vide lo Stirling utilizzato come bombardiere avvenne nella notte tra il 7 e l'8 settembre del 1944 e fu compiuta dal 149° Squadron.
In velivolo venne utilizzato durante il D-Day, soprattutto durante l'Operazione Mandrel che aveva lo scopo di disturbare i radar tedeschi e come trasporto. Venne utilizzato in questo ruolo anche durante l'Operazione Market Garden, dove operarono 6 Squadron dotati di Stirling, che nella successiva Varsity, l'attraversamento del Reno da parte delle forze alleate.
Lo Stirling fu utilizzato come velivolo di supporto anche in India dove rimase in servizio fino al 17 febbraio del 1946 quando venne sostituito dallo York. L'ultima missione operativa dello Stirling venne effettuata nel luglio del 1946.
Lo Stirling equipaggiò un totale di 27 Squadron, le Conversion Unit, unità nelle quali si svolgeva l'addestramento finale degli equipaggi, 1651, 1653, 1654, 1657, 1660, 1661 e 1665 e la Heavy Transport Conversion Unit 1385 oltre ad una serie di unità minori.
Nel Bomber Command furono dotati di questi velivoli gli Squadron 7, 15, 75, 90, 149, 171, 196, 199, 214, 218, 513, 620, 622 e 623. Gli Squadron 7, 15, 149,214, 218 e 620 furono dotati sia della versione Mk I che della successiva Mk.III, che invece fu la versione utilizzata come standard nelle restanti squadriglie. Con il proseguire del conflitto gli Squadron 196 e 620 furono passati al comando trasporti. In questo comando furono gli Squadron 46, 51, 158, 161, 190, 242, 295, 299, 525 e 570 ad utilizzare lo Stirling. Gli Squadron 46, 51, 158, 242 e 299 furono dotati, oltre alla versione GT Mk. IV impiegata da tutti gli Squadron da trasporto, anche della successiva Mk.V.  Nelle fasi finali del conflitto furono costituite due nuove unità l'Heavy Freight Flight 1588, con base in India e ultima unità ad operare con gli Stirling Mk. V, e la  Heavy Freight Flight 1589 che operava dal Cairo.
Lo Stirling, nella versione Mk. IV Special Duty,  venne anche utilizzato in operazioni speciali quali supporto alla resistenza con lancio di agenti, armi ed equipaggiamento. Vennero formati tre Squadron , il 138, 148 e il 624, incaricati per svolgere questo genere di operazioni. Nel periodo tra il settembre 1943 e il settembre dell'anno successivo venne utilizzato in questo compito anche lo Squadron 149 del Bomber Command, che effettuò un totale di 15 sortite speciali oltre alle incursioni notturne di bombardamento. Alcuni velivoli furono utilizzati per la guerra elettronica dallo Squadron 100, specializzato in questo compito.
Nel periodo di impiego del velivolo come bombardiere furono effettuate 290 sortite di giorno, con la perdita di 13 velivoli, e 10.784 notturne con 474 Stirling perduti. La percentuale totale di perdite fu del 4,7 per cento. Alla fine la produzione totale sarà di 2.383 Stirling. Le perdite totali ammonteranno 769 velivoli, 641 dei quali per azione nemica.

## Il Super Stirling
Durante la guerra verranno realizzati due sviluppi dello Stirling designati S.34 e S.36. Dovevano essere dei miglioramenti del bombardiere ma non superarono la fase di progetto. L'S.34 venne presentato in risposta alla specifica B.1/39. Il velivolo doveva essere dotato di quattro Hercules 17SM ottimizzati per l'impiego ad alta quota e di una apertura alare di 41,38 m. La fusoliera venne ridisegnata in modo da poter ospitare una torretta dorsale ed una ventrale che dovevano essere armate con un cannone da 20 mm.
L'S.36 venne proposto a seguito della successiva specifica B.8/41. Questa nuova versione sarebbe stata motorizzata con quattro Bristol Centaurus e una nuova ala. Si ipotizzava un raggio di azione di 6.437 km con un carico bellico di 4.536 kg. Il peso massimo al decollo era stimato in 41 tonnellate. Il carrello principale era stato riprogettato e dotato di una coppia di ruote.

## S.37
Pochi esemplari furono adibiti, dopo la fine del conflitto, al trasporto passeggeri con la designazione di S.37. Il primo velivolo ad essere modificato in trasporto civile fu l'esemplare PJ958 che fu soprannominato Silver Stirling. Altri 12 esemplari furono modificati dalla Airtech per la compagnia aerea belga Transair che li utilizzò sulle rotte verso l'estremo oriente. Uno di questi, OO-XAC, precipitò in atterraggio in Cina. A seguito di questo incidente la compagnia decise di mettere a terra gli altri velivoli.

## Utilizzatori

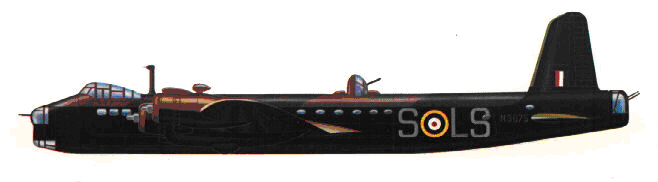
Short Stirling, RAF

### Militari
Canada
- [senza fonte]Royal Canadian Air Force

 Egitto
- Royal Egyptian Air Force[4]

 Germania
- KG 200

il 16 agosto 1942 dopo aver effettuato una missione di lancio mine a Borkum uno Short Stirling Mk.I (esemplare N3705, MG+F) del No.7 Squadron effettuò un atterraggio di emergenza su un campo acquitrinoso vicino al Castello di Löwenstein, a Gorinchem, nei Paesi Bassi. L'aereo ebbe il muso distrutto, ma rimase sostanzialmente indenne. Il velivolo venne portato presso l'aeroporto di Gilze-Rijen, dove i tecnici della Luftwaffe gli applicarono un muso posticcio in legno e tela, e ricevette le insegne tedesche. Dopo aver terminato le riparazioni l'aereo venne portato in volo presso il centro sperimentale di Rechlin, dove ricevette un muso permanente. Il velivolo venne brevemente impiegato in valutazioni operative, compreso l'addestramento dei caccia, per essere poi messo a disposizione dello speciale reparto KG 200 addetto alle missioni speciali. A causa delle precarie condizioni in cui si trovava l'aereo non venne mai utilizzato
 Regno Unito
- Royal Air Force

### Civili
Belgio
- Trans-Air

utilizzato dalla compagnia aerea, successivamente conosciuta come Air Transport, dopo il termine del conflitto con un totale di 10 esemplari, 9 nove dei quali di provenienza REAF. Il decimo, marche OO-XAC, ex-PK172, rimase distrutto durante le operazioni a Kunming, Cina.